# Алкей (міфологія)
Алке́й (грец. Αλκαίος) — персонажі давньогрецької міфології:
- Алкей — володар Тиринфа, син Персея та Андромеди, батько Амфітріона, дід Геракла, який дістав від нього ймення Алкід.
- Алкей — син Андрогея і онук Міноса, цар острова Парос. Зі своїм братом Сфенелом як заручник  супроводжував Геракла в його поході за поясом амазонки Іпполіти.